# Garden City Velodroom
Garden City Velodroom – nieistniejący już tor kolarski w Antwerpii, w Belgii, funkcjonujący w latach 1914–1925. Mógł pomieścić 15 000 widzów. W sierpniu 1920 roku odbyły się na nim mistrzostwa świata w kolarstwie torowym oraz konkurencje kolarstwa torowego w ramach Letnich Igrzysk Olimpijskich 1920.

## Historia
„Garden City Velodroom” w dzielnicy Wilrijk, w południowej części Antwerpii, został uroczyście otwarty 28 czerwca 1914 roku. Swą nazwę arena wzięła od przedsiębiorstwa, które w tej okolicy budowało domy mieszkalne. Obiekt miał 400-metrowy, żelbetowy tor kolarski, którego szerokość wynosiła 9,5 m, nachylenie na prostych 17,5°, a na łukach 50°. Trybuny obiektu mogły pomieścić 15 000 widzów. Wewnątrz toru znajdowało się boisko piłkarskie. Projekt areny wykonał architekt Hellner z Niemiec. W dniu otwarcia welodromu doszło do zamachu w Sarajewie, który wkrótce dał początek I wojnie światowej. Wybuch wojny spowodował, że w pierwszych latach swego istnienia obiekt nie był zbyt często wykorzystywany.
Po wojnie obiekt poddano remontowi. Pierwszą rozegraną imprezą był finisz wyścigu dookoła Belgii 12 sierpnia 1919 roku. W dniach 9–10 sierpnia 1920 roku na obiekcie rozegrano konkurencje kolarstwa torowego (sprint, tandemy, wyścig drużynowy na dochodzenie i wyścig na 50 km) w ramach Letnich Igrzysk Olimpijskich 1920. Z powodu wysokich cen biletów, a także udziału w wyścigach samych amatorów, zawody te nie cieszyły się dużą popularnością. Kilka dni przed zawodami olimpijskimi na torze odbyły się także 23. Mistrzostwa Świata w Kolarstwie Torowym. W ramach mistrzostw rozegrano trzy konkurencje: sprint indywidualny amatorów, sprint indywidualny zawodowców oraz wyścig ze startu zatrzymanego zawodowców. Zawodowcy nie mogli wówczas startować w igrzyskach olimpijskich, w związku z czym uczestnicy wyścigów z udziałem profesjonalistów nie brali udziału w rozgrywanych tuż po nich zawodach olimpijskich. Nie dotyczyło to jednak uczestników sprintu indywidualnego amatorów, a jego zwycięzca, Maurice Peeters, wygrał również wyścig sprinterski na zawodach olimpijskich. Kilka dni po zakończeniu zmagań na torze kolarskim, odbyły się również olimpijskie zawody szosowe (jazda indywidualna na czas, której wyniki zaliczono też do klasyfikacji drużynowej). Meta tych zawodów zlokalizowana była niedaleko welodromu, a po jej przekroczeniu kolarze wjeżdżali jeszcze na tor kolarski, gdzie ścigali się o dodatkowe nagrody.
Po 1920 roku obiekt powoli stracił na znaczeniu, głównie z powodu złego stanu betonowej nawierzchni i otwierania w mieście nowych torów kolarskich. Ostatni wyścig na torze miał miejsce 15 marca 1925 roku, niedługo później został on rozebrany. W jego miejscu wybudowano następnie budynki mieszkalne.